# Museo de Historia Natural UIS Bucaramanga
El Museo de Historia Natural es un museo de historia natural de la Escuela de Biología de la Universidad Industrial de Santander.
Durante más de 200 años las colecciones biológicas asociadas a museos de historia natural y herbarios han permitido la documentación científica de la biodiversidad del planeta.Las exhibiciones de especímenes de estas colecciones preservan, y han permitido que el público se familiarice con los elementos que representan años de investigaciones y estudios científicos en fauna y flora.

## Historia
Fundado en el año 1968, el Museo se encuentra localizado en el primer piso del edificio Camilo Torres de la Universidad Industrial de Santander (UIS), es un museo de historia, que permite al público en general poder ver la fauna y flora de Santander con toda su diversidad ecológica, ofreciendo al visitante charlas y talleres que resaltan la importancia que tiene la protección de nuestros recursos naturales, ayudando a conocer su hábitat y sus principales problemas. peces, insectos, anfibios, aves, una gran variedad de flora y gran variedad de grupos taxonómicos forman parte del museo de historia natural, teniendo en cuenta que una parte muy importante del museo la conforma el herbario, dedicado a la clasificación la flora santandereana.´

## Escuela de Biología
La Escuela de Biología de la Universidad Industrial de Santander en 1967, bajo la dirección del profesor Silvio Vergara, comenzó la colección sistemática de especímenes principalmente de la fauna del Departamento de Santander.

## Colecciones Sala de Exhibición
La sala de Exhibición del Museo de Historia Natural-UIS proyecta el Museo a la comunidad a través de la extensión y el apoyo a la Educación básica primaria y secundaria con visitas guiadas, capacitación y conferencias. Muestra a manera de montaje la biota regional, con carácter divulgativo y de extensión cultural.
Cuenta con unos 300 ejemplares de vertebrados y artrópodos, además una muestra paleontológica de fósiles de Guane, Zapatoca y Mesa de los Santos; todo ello distribuido en aproximadamente 196 m²

### Ubicación
Actualmente en el primer piso del edificio de la Facultad de Ciencias, UIS.

## Colecciones de referencia
Colecciones especializadas para consulta y desarrollo de trabajos científicos; resguarda material de referencia de los diferentes representantes de la biodiversidad santandereana.
Las colecciones zoológicas de Museo de Historia Natural de la UIS se encuentran registradas en el Registro Nacional de Colecciones Biológicas Número 042 a cargo del Instituto Humboldt del Ministerio del Medio Ambiente.

### Colección de Protista y Limnológica
La colección limnológica se inició en el año de 1989 con los trabajos de investigación de la Dra. Rosa Aura Gavilán en las ciénagas del Magdalena Medio Santandereano y en las cuencas de los ríos de montaña del departamento. La colección limnológica cuenta con aproximadamente 1500 lotes de muestras limnológicas.
En 2011 se incorporó a estas colecciones la colección de docencia y referencia de Protista, principalmente acuáticas.

### Colección de Invertebrados
Las colecciones de invertebrados marinos y terrestres con finalidad de docencia se iniciaron con el trabajo del Profesor Iván Guerrero y el técnico Jorge Villamizar quienes renovaron permanentemente durante varios años estas colecciones junto con sus estudiantes de la antigua Licenciatura en Biología y la Carrera de Biología (a partir de 1991). Las colecciones de referencia de invertebrados se iniciaron recientemente y son manejadas por la profesora María Isabel Criales Hernández.

### Colección de Entomología
La Colección Entomológica del Museo de Historia Natural de la UIS se creó en 1975, por el Profesor William Olarte Espinosa; inició con material obtenido en colectas en áreas de cultivo de guayaba, cítricos, tabaco y palma, y por material colectado en salidas de campo, trabajos de grado de estudiantes de pregrado y aportes del Grupo de Estudios en Biodiversidad. 
Actualmente la colección cuenta con aproximadamente 25000 registros y 100000 ejemplares de insectos en su gran mayoría colectados en el Departamento de Santander, en trabajos de investigación en distintas áreas, destacando colectas en zonas de conservación (Santuario de Flora y Fauna Guanentá Alto Río Fonce, parque nacional natural Serranía de Los Yariguíes), zonas de páramo (Páramo de Berlín), bosques secos (Cañones del río Chicamocha, Suárez y Sogamoso) y del área metropolitana (Jardín botánico "Eloy Valenzuela").

### Colección Ictiológica
Se inicia en el año 2004 con el desarrollo de dos trabajos de grado con peces santandereanos como sujetos de investigación.
Se cuenta con aproximadamente 2.500 ejemplares principalmente de las cuencas tributarias del río Magdalena.
Responsable: Profesor Rafael Mauricio Torres Mejía

### Colección Herpetológica
La Colección Herpetológica del Museo de Historia Natural fue reestructurada a partir del año de 1993 con base en una colección precedente y nuevos organismos colectados a partir de proyectos de investigación desarrollados con el Laboratorio de Biología Reproductiva de Vertebrados.
La Colección Herpetológica tiene como objetivo el servir de banco de información de las especies de herpetofauna de la región de influencia de la Universidad, recibiendo y manteniendo material de anfibios y reptiles no voladores como material de referencia para trabajos de investigación sobre diversidad.

### Colección de Ornitológica
La colección de aves se enriquece permanentemente con las colecciones realizadas por los profesores José Gregorio Moreno y Víctor Hugo Serrano y sus estudiantes de a Carrera de Biología.
Responsable: Profesor José Gregorio Moreno.
Asociación relacionada: ASO (Asociación Santandereana de Ornitología)

### Colección de Mastozoología
Las primeras colecciones de fauna en general se iniciaron en 1969 por Profesor Silvio Vergara. En 1970 se contrató a Richard H. Schmidt (Kansas State Teachers College) para impartir un curso de taxidermia tomado por el Ornitólogo Hernando Romero Zambrano quien entre 1970 y 1974 se hizo cargo de las colecciones zoológicas. En 1974 el profesor Romero se trasladó a la Universidad Nacional y las colecciones quedaron fortuitamente a cargo del maestro y taxidermista Nelson Moreno. Desde entonces la colección mastozoológica se ha enriquecido con las colecciones realizadas por los profesores y estudiantes de la antigua Licenciatura en Biología y la Carrera de Biología (desde 1991).
La colección de mamíferos cuenta con aproximadamente 450 ejemplares de pieles y cráneos representantes de la mastofauna santandereana.

### Herbario UIS

#### Antecedentes
El herbario de la Universidad Industrial de Santander UIS, fue institucionalizado en el año de 1978 (Acuerdo N° 075 del 2 de mayo), enmarcado dentro del proyecto "Desarrollo de las Investigaciones Sobre Flora del Departamento de Santander" presentado por Enrique Rentería Arriaga, entonces responsable del Herbario UIS del departamento de Biología.
Actualmente la colección se encuentra registrada ante el Instituto Alexander von Humboldt y adscrito a la ACH, así como citado en el Index-Herbariorum. La colección cuenta con 13.282 especímenes catalogados, representantes de 242 familias botánicas, 1265 géneros y 3510 especies, contando con 14 ejemplares tipo. Investigadores en diferentes grupos han colaborado en la colección y determinación de los ejemplares, aportando en el crecimiento y fortalecimiento del Herbario UIS como centro de documentación. Las familias mejor representadas son Asteraceae, Melastomataceae, Rubiaceae, Fabaceae y Euphorbiaceae.

## Frases
- Una vez que una especie se extingue, ninguna ley puede hacerla regresar: se ha marchado para siempre

Allen M. Solomon, ecólogo
- “Primero, fue necesario civilizar al hombre en su relación con el hombre. Ahora, es necesario civilizar al hombre en su relación con la naturaleza y los animales”. Victor Hugo